# Мандир
Мандир (или мандира) е място за поклонение на последователите на индуизма.
Това са храмове, предназначени специално за религиозни обреди. Мандирът може да е отделна сграда, но се срещат и такива, които са част от по-голям комплекс или под формата на параклис. Обикновено в индуистките храмове има мурти – изображения във формата на статуи и рисунки на определено божество.
Мандирите в повечето случаи са посветени на определено божество, но някои са посветени и на повече божества и вместо мурти в тях има само символи.